# Співчуття пані Помсті
«Співчуття пані Помсті» (кор. 친절한 금자씨) — південнокорейський трилер від режисера Пак Чхан Ука. Остання частина трилогії про помсту, котра складається також з фільмів «Співчуття панові Помсті» і «Олдбой».

## Сюжет
Дев'ятнадцятирічна Лі Гимджа потрапляє до в'язниці за звинуваченням у викраданні і вбивстві маленького школяра Вонмі. Але справжнім вбивцею є її співмешканець та спільник Пек. Він починає шантажувати дівчину, погрожуючи вбити її маленьку доньку в разі, якщо вона не піде з добровільним зізнанням в поліцію.
Лі визнають винною і в 1991 році засуджують до тринадцятирічного тюремного ув'язнення. У в'язниці дівчина завойовує авторитет своєю хоробрістю і готовністю прийти на допомогу і отримує прізвисько «добросерда Гимджа». Після виходу з в'язниці Лі хоче помститися Пеку за підставу.

## У ролях
- Лі Йон Е[en] — Лі Гимджа
- Чхве Мін Сік — Пек
- Квон Є Йон — Дженні
- Нам Іль У — Детектив Чхве
- О Даль Су[en] — Містер Чан

## Нагороди та номінації
| Рік  | Нагорода                     | Категорія            | Отримувач               | Результат | Примітки    |
| ---- | ---------------------------- | -------------------- | ----------------------- | --------- | ----------- |
| 2006 | 42-га Премія мистецтв Пексан | Найкраща жіноча роль | Лі Йон Е                | Перемога  | [ 2 ] [ 3 ] |
| 2006 | 42-га Премія мистецтв Пексан | Найкращий фільм      | «Співчуття пані Помсті» | Номінація | [ 4 ] [ 5 ] |

## Цікаві факти
- Оригінальна назва фільму «Добросерда пані Гимджа» (친절한 금자씨), однак в світовому прокаті фільм вийшов під назвою «Співчуття пані Помсті».
- Існує дві версії фільму — кольорова та чорно-біла. В чорно-білій версії фільм розпочинається кольоровим, однак поступово вицвітає і стає чорно-білим.